# Улица Спикеру (Рига)
Улица Спи́керу (латыш. Spīķeru iela) — улица в Латгальском предместье города Риги, в историческом районе Московский форштадт. Пролегает в юго-западном направлении от улицы Эмилии Беньямин до улицы Ластадияс, по территории Центрального рынка. В средней части пересекает улицу Прагас, с другими улицами не пересекается.

## История

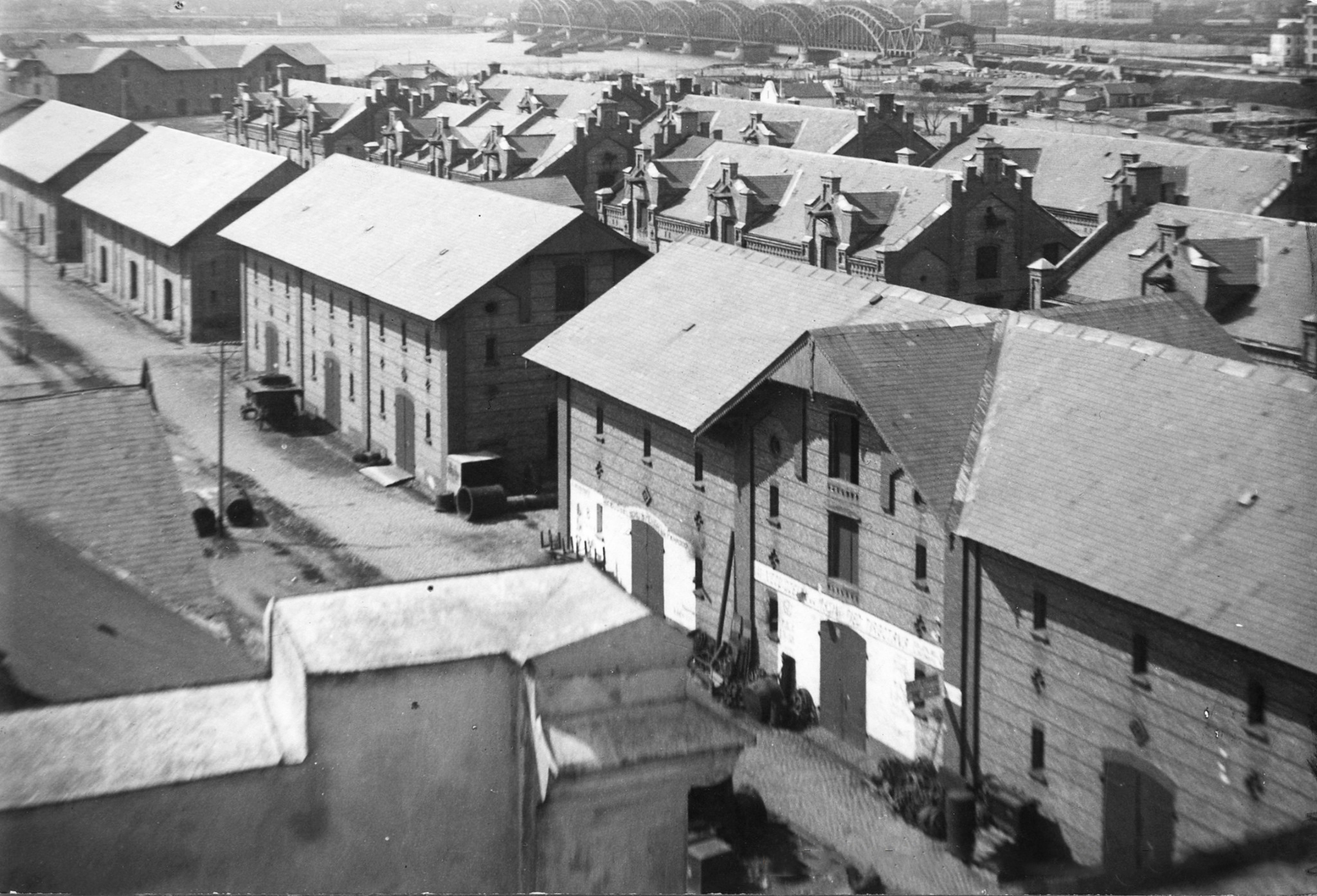
Вид вдоль улицы, 1920-е годы

Улица Спикеру сформировалась при постройке квартала «красных амбаров», начавшейся в середине 1860-х годов, как главная, наиболее широкая продольная линия этого района. Тогда же получила своё нынешнее название (нем. Ambarenstrasse или Speicherstrasse, рус. Амбарная улица), которое никогда не изменялось.
До 1885 года в Риге имелась и другая одноимённая улица — нынешняя улица Кугю.

## Транспорт
Общая длина улицы Спикеру составляет 368 метров. На всём протяжении асфальтирована и относится к территории Центрального рынка, въезд на которую ограничен. Начало улицы используется для размещения торговых палаток, дальняя часть улицы — для парковки автотранспорта.
В створе улицы Спикеру, в квартале «Спикери» между улицей Ластадияс и набережной Генерала Радзиня, благоустроена пешеходная зона, однако она официально не относится к улице Спикеру.

## Застройка
Улица застроена складскими зданиями, сооружёнными в кирпичном стиле преимущественно в 1860—1870-е годы. На каждой стороне улицы расположено по 7 корпусов, при этом здания левой (нечётной) стороны относятся к улице Спикеру, а правой — преимущественно к соседней улице Пуполу.
- Дома № 1[3] (1868, архитектор Ф. В. Хесс)[4], 3[5] и 9[6] признаны памятниками архитектуры регионального значения.

- В доме № 1 находится центр обслуживания клиентов Rīgas satiksme[7].

- На доме № 7 установлена мемориальная доска его бывшему владельцу Абраму Старобину, депортированному советской властью в Сибирь и умершему там[8].

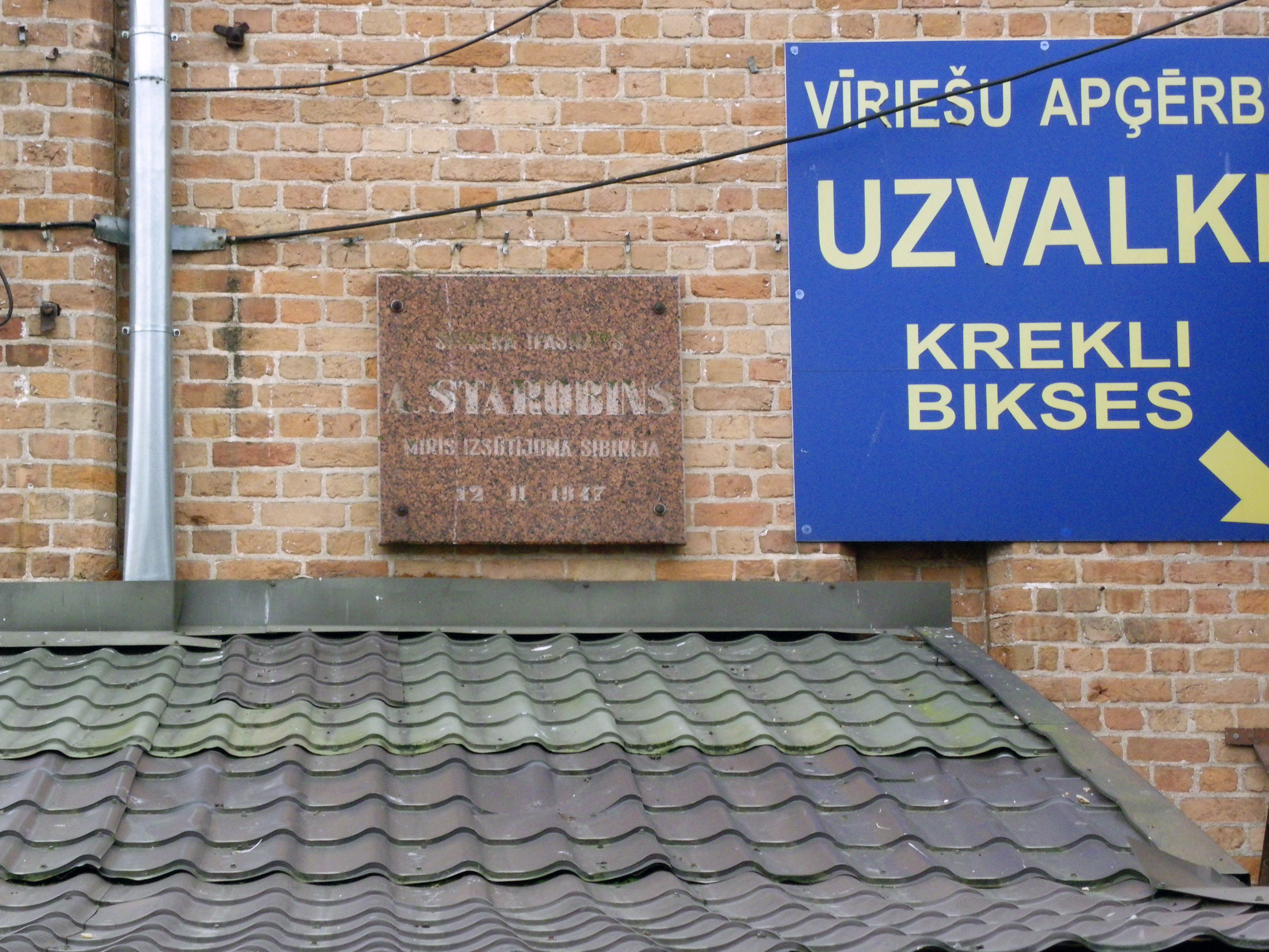
Памятная доска на доме № 7
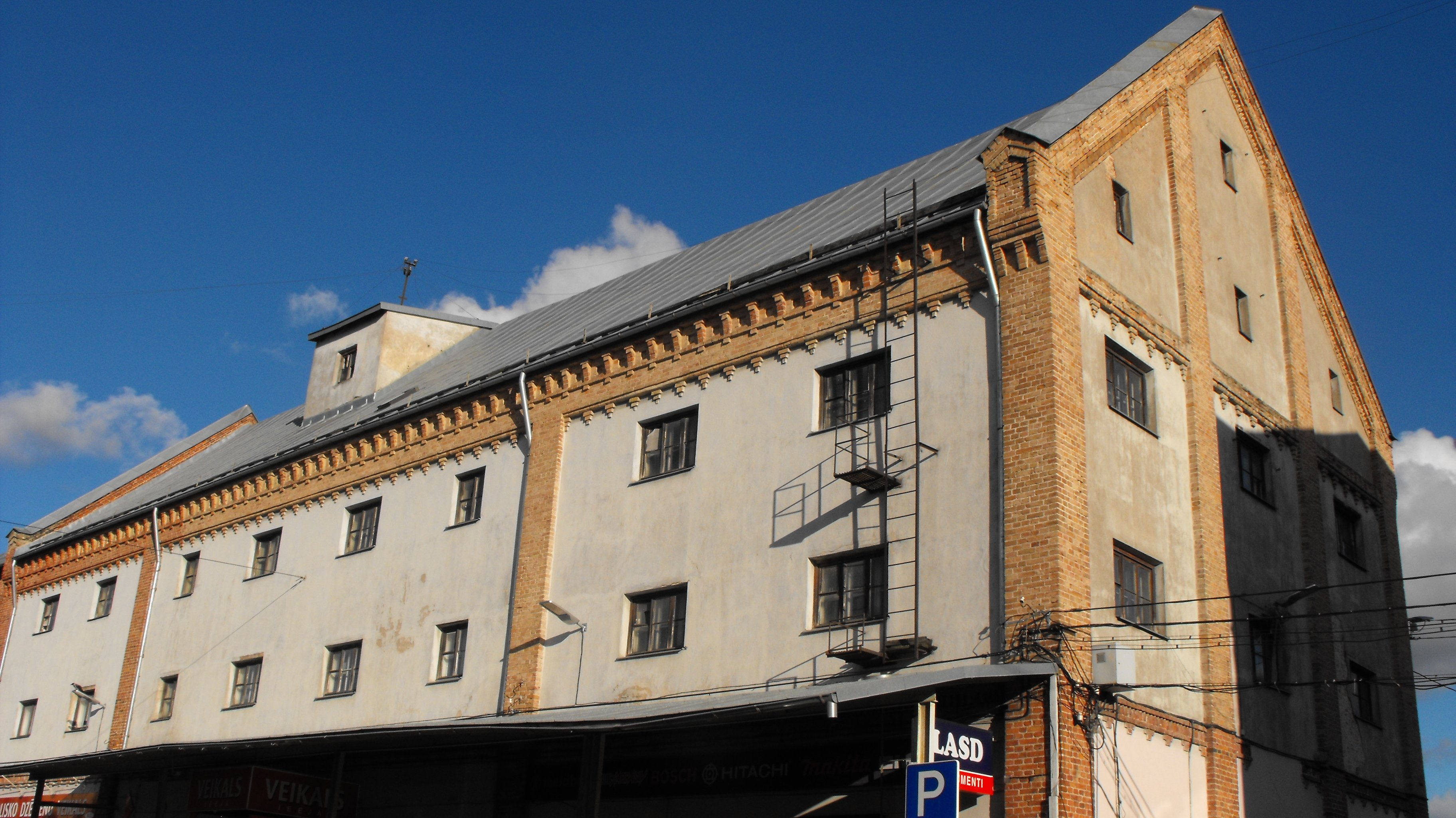
Дом № 9
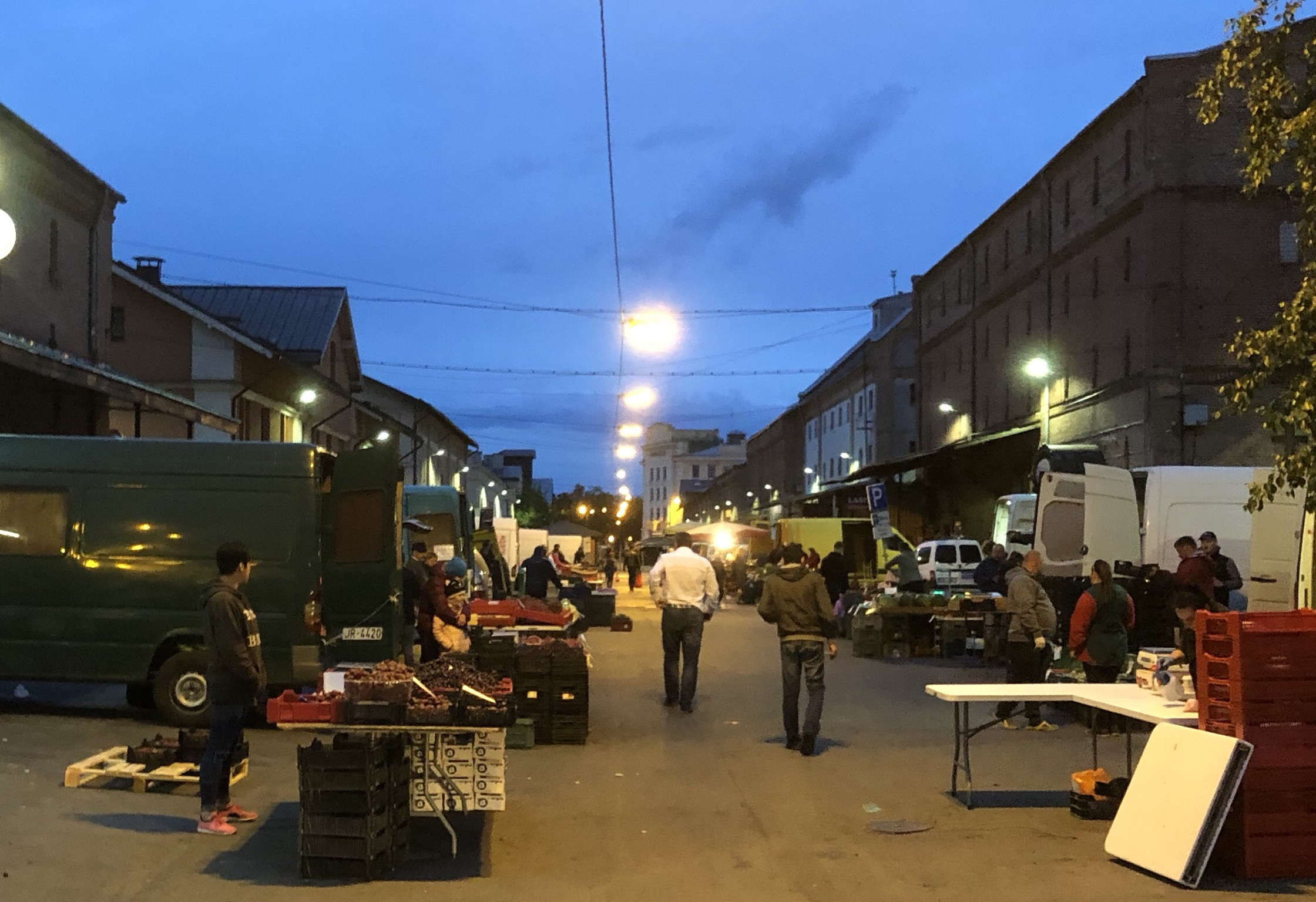
Вечерняя торговля
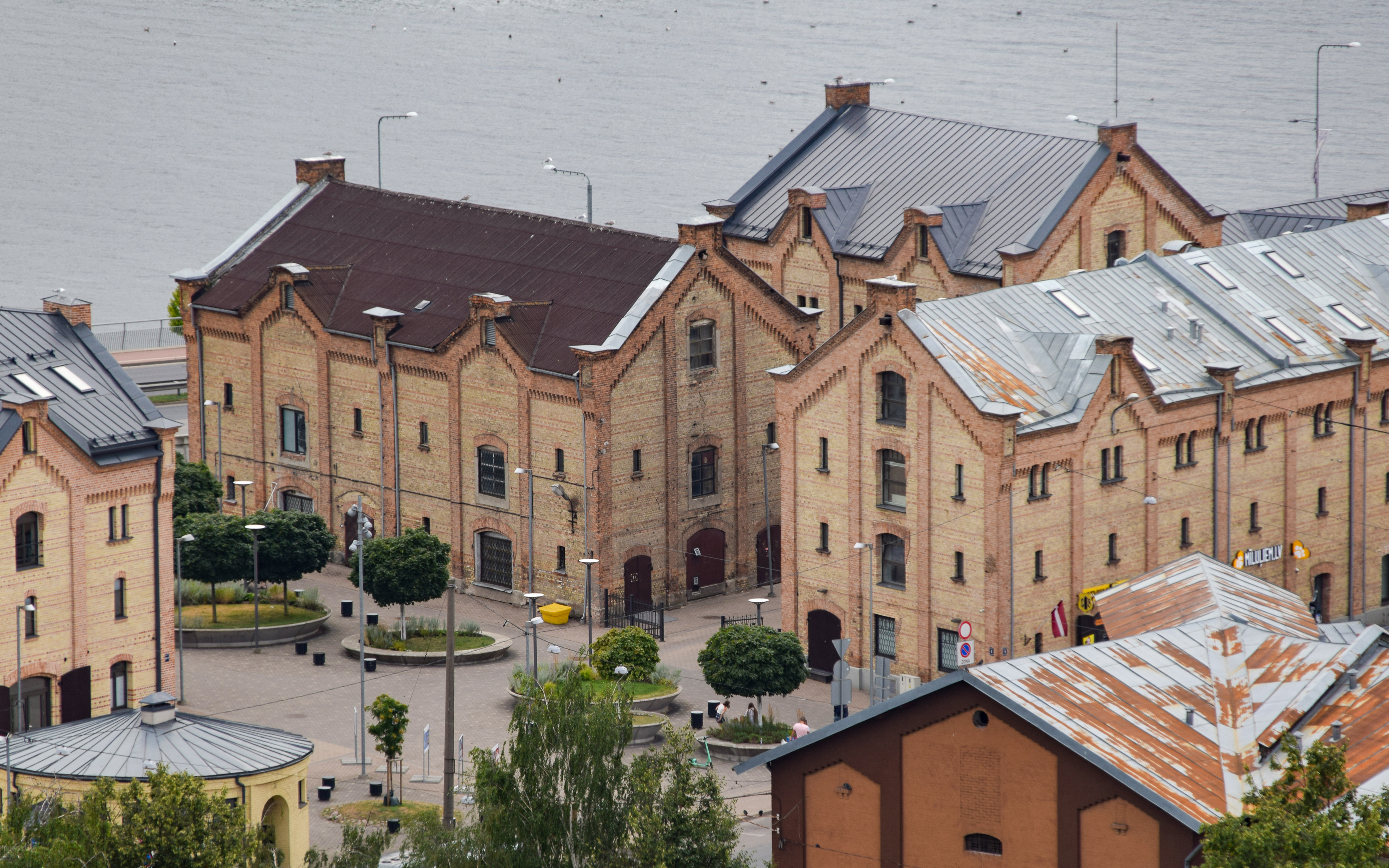
Бульвар, продолжающий улицу